# Diabli Żleb (Grań Baszt)

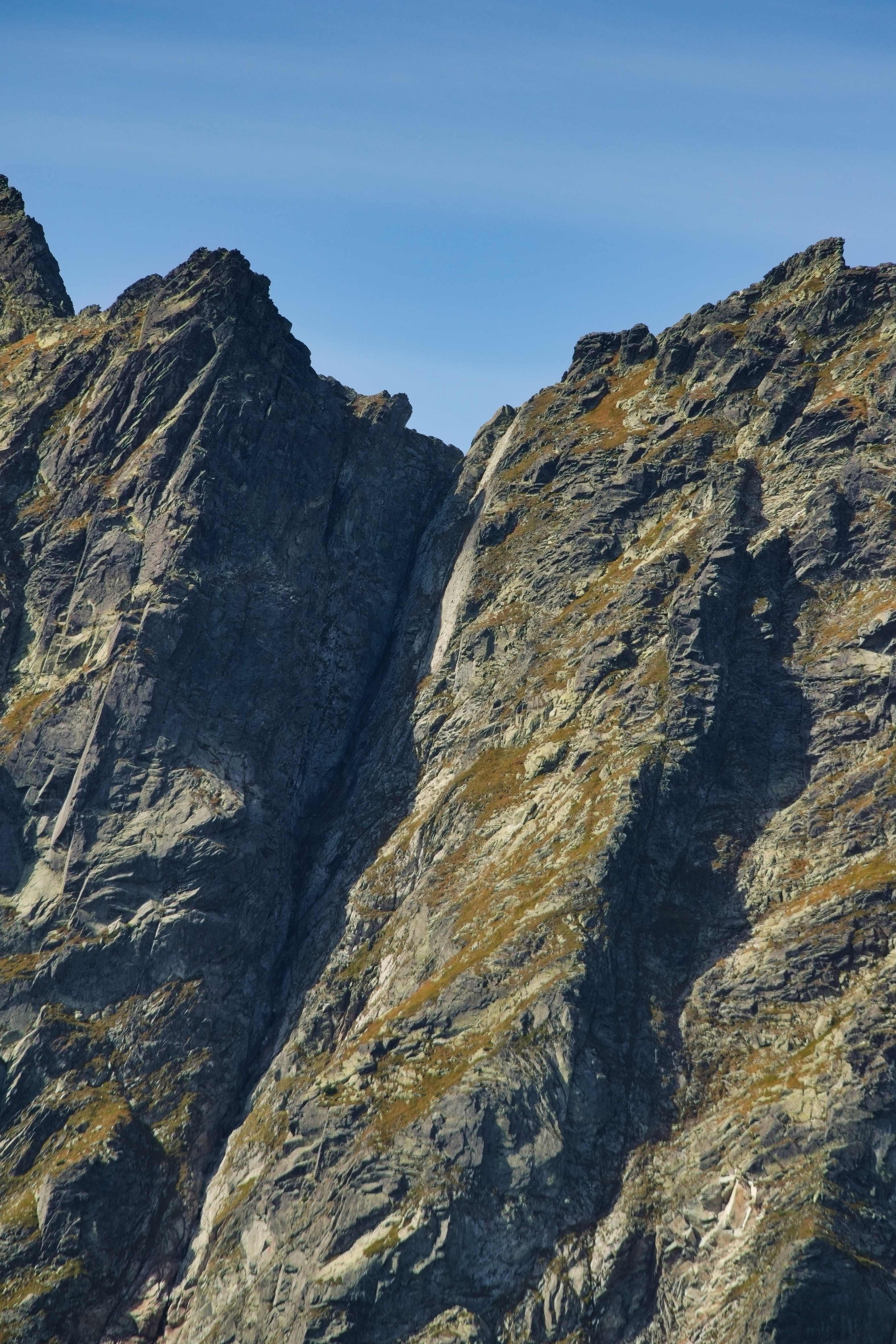
Diabli Żleb między Diablą Turnią i Zadnią Basztą, widok od strony Doliny Żabiej Mięguszowieckiej

Diabli Żleb (niem. Teufelsschlucht, słow. Diablov žľab, węg. Pokol-szakadék) – żleb w Grani Baszt w słowackich Tatrach Wysokich. Opada z Diablej Przełęczy (ok. 2310 m) ku wschodowi, do Dolinki Szataniej. Ma wylot w wielkim stożku piargowym pod Szatanim Żlebem.
Diabli Żleb jest trudny do przejścia, zarówno z powodów technicznych, jak i z powodu dużej kruszyzny. Prowadzi nim droga wspinaczkowa (V w skali tatrzańskiej, czas przejścia 3 godz.). W żlebie są liczne progi, największy ma wysokość około 10 m i składa się z dwóch olbrzymich głazów zaklinowanych jeden nad drugim. Powyżej nich żleb rozgałęzia się. Na przełęcz prowadzi jego lewa (patrząc od dołu) odnoga. Jako pierwsi przeszli go Jan Kazimierz Dorawski i Jan Alfred Szczepański 12 września 1930 r. i przejście to było uważane za duży sukces taternictwa w tamtych czasach.
W Grani Baszt jest dużo obiektów o diabelskim, szatańskim lub piekielnym nazewnictwie. Nazwy te związane są z legendami o ukrytych w Szatanim Żlebie cennych kruszcach. Powtarzające się zjawisko spadania pojedynczych kamieni, związane ze znaczną kruchością skał, przypisywane było siłom nieczystym, zrzucającym głazy na poszukiwaczy diabelskich skarbów.

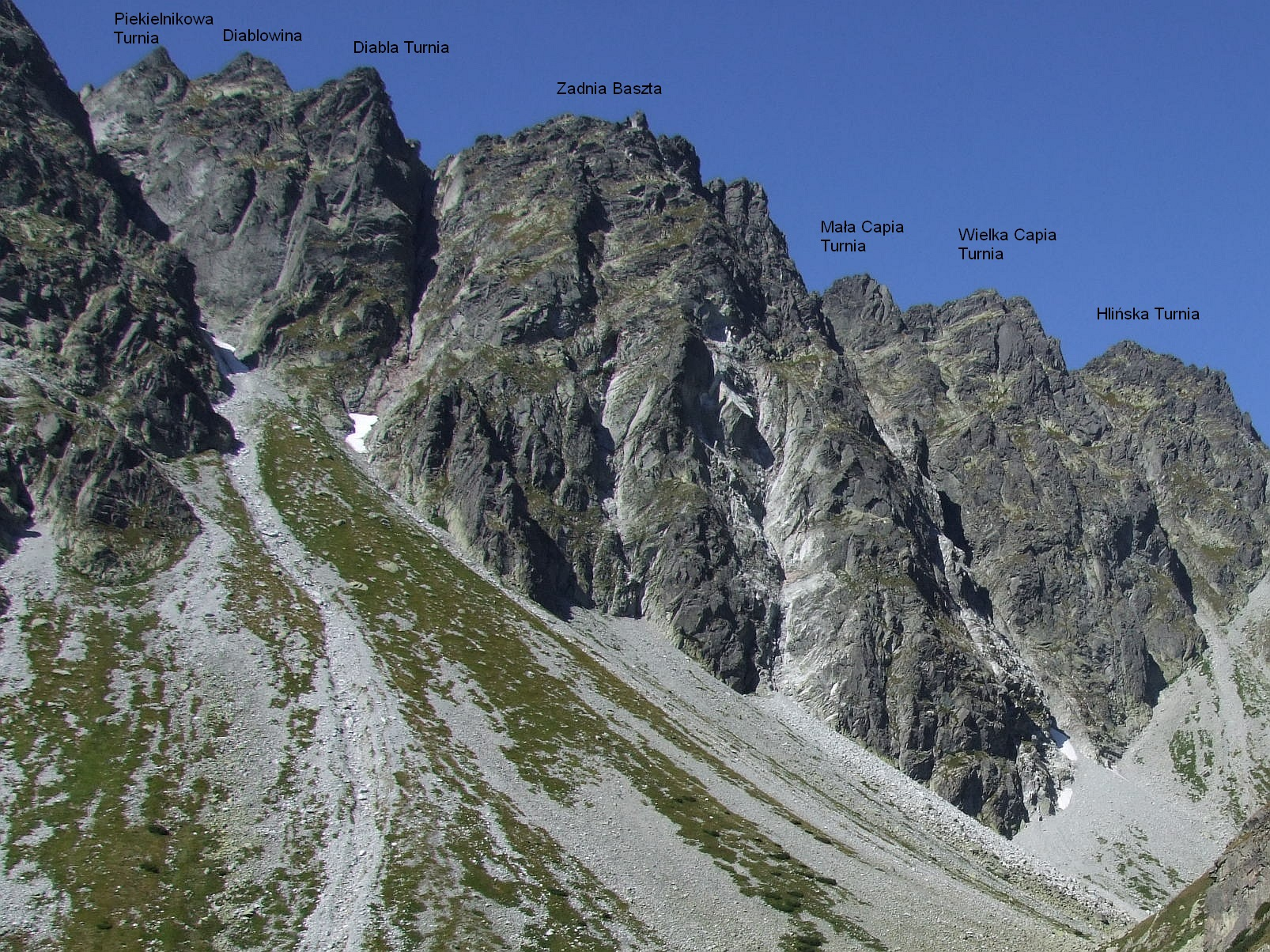
Diabli Żleb między Diablą Turnią i Zadnią Basztą